# Paz
Paz – żeńskie imię hiszpańskie oznaczające Pokój. 

## Znane osoby noszące do imię
- Paz Vega - aktorka hiszpańska
- Paz Lenchantin - artystka argentyńska